# Varenna
Varenna – miejscowość i gmina we Włoszech, w regionie Lombardia, w prowincji Lecco.
Według danych na rok 2004 gminę zamieszkiwały 842 osoby, 76,5 os./km².

## Zabytki
- Zamek Vezio (wł. Castello di Vezio), ruiny średniowiecznego zamku;
- XIV-wieczny kościół pw św. św. Jerzego;
- Villa Cipressi zbudowana pomiędzy XV a XIX wiekiem;
- Villa Monastero[1].

## Linki zewnętrzne

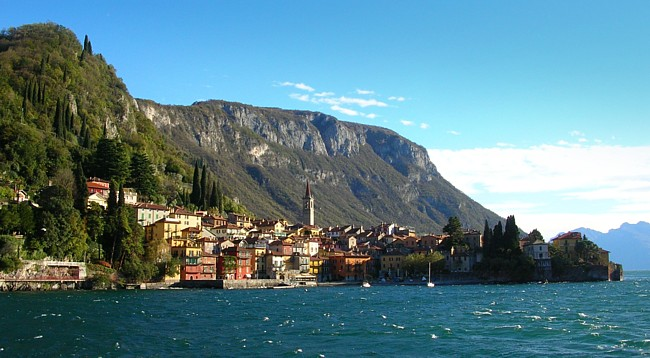
Varenna
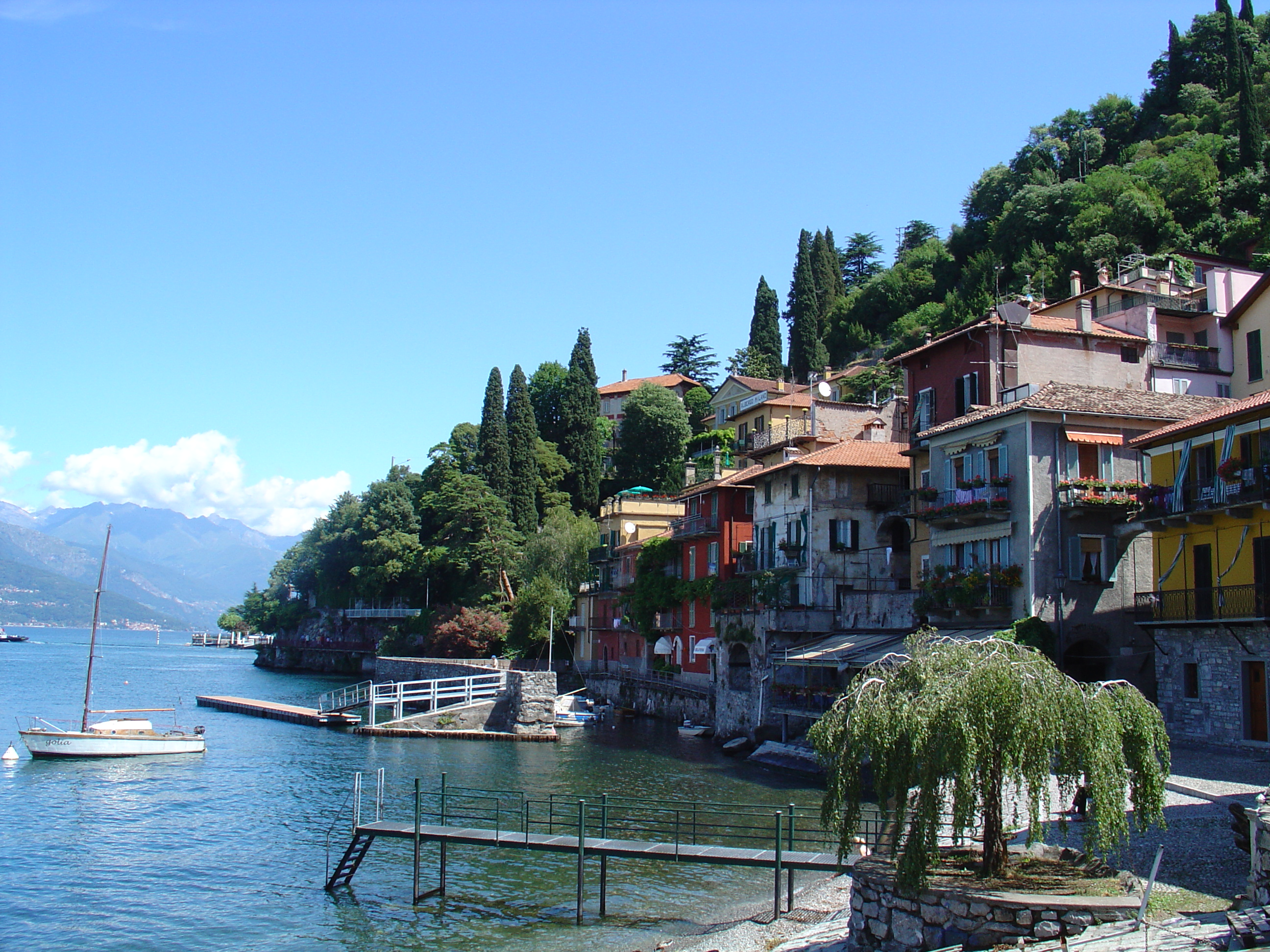
Varenna